# St. James (Carolina do Norte)
St. James é uma cidade  localizada no estado americano de Carolina do Norte, no Condado de Brunswick.

## Demografia
Segundo o censo americano de 2000, a sua população era de 804 habitantes.

## Geografia
De acordo com o United States Census Bureau tem uma área de
9,0 km², dos quais 9,0 km² cobertos por terra e 0,0 km² cobertos por água.

## Localidades na vizinhança
O diagrama seguinte representa as localidades num raio de 16 km ao redor de St. James.